# Markaryd (Gemeinde)
Koordinaten: 56° 27′ N, 13° 36′ O

Markaryd ist eine Gemeinde (schwedisch kommun) in der schwedischen Provinz Kronobergs län und der historischen Provinz Småland. Der Hauptort der Gemeinde ist Markaryd.

## Geographie
Die Gemeinde liegt in der südwestlichen Ecke der historischen Provinz Småland an der Grenze zu Schonen und Halland. Hier verläuft auch die Grenze zwischen dem flachen Ackerland Schonens und der waldreichen Landschaft Smålands. Diese wird dominiert von tiefen Wäldern und weiten Mooren, die von Seen und Bächen aufgelockert wird. Ein Teil der Gemeinde ist wiederaufgeforsteter Wald, der auf früheren Weideflächen angelegt wurde, die hier einst weit verbreitet waren.

## Orte
Alle diese Orte befinden sich in der Gemeinde:
- Markaryd
- Hinneryd
- Råstorp
- Strömsnäsbruk
- Timsfors
- Traryd
- Vivljunga